# 이반 미하일로비치
이반 미하일로비치(Иван Михайлович, 1357년 ~ 1425년 5월 22일)는 키예프 루스의 위성국 중 하나인 트베리 공국의 대공(재위 기간: 1400년 1월 3일 ~ 1425년 5월 22일)이다.

## 생애
그는 미하일 알렉산드로비치의 아들이며 아버지가 재위한 시기였던 1366년에 후계공자로 책봉되었다. 1398년 3월부터 아버지 미하일 알렉산드로비치의 대리청정을 전담하였으며 1년 후 1399년 8월 26일에 아버지 미하일 알렉산드로비치가 붕어하자 후계공자 겸 대리청정이었던 그는 아버지가 붕어한 다음날인 1399년 8월 27일에 트베리 공국의 대리 집정제후로 취임하였고 이듬해 1400년 1월 3일 트베리 공국 대공 보위에 정식 즉위하였으며 1425년 5월 22일에 향년 68세로 붕어하였다.